# Liste der Monuments historiques in Saint-Gratien (Val-d’Oise)
Die Liste der Monuments historiques in Saint-Gratien (Val-d’Oise) führt die Monuments historiques in der französischen Gemeinde Saint-Gratien auf.

## Liste der Bauwerke
| Bezeichnung                    | Beschreibung | Standort | Kennzeichnung | Schutzstatus | Datum | Bild           |
| ------------------------------ | ------------ | -------- | ------------- | ------------ | ----- | -------------- |
| Château du Maréchal de Catinat | Schloss      | (Lage)   | PA00080196    | Inscrit      | 1965  | weitere Bilder |

## Liste der Objekte

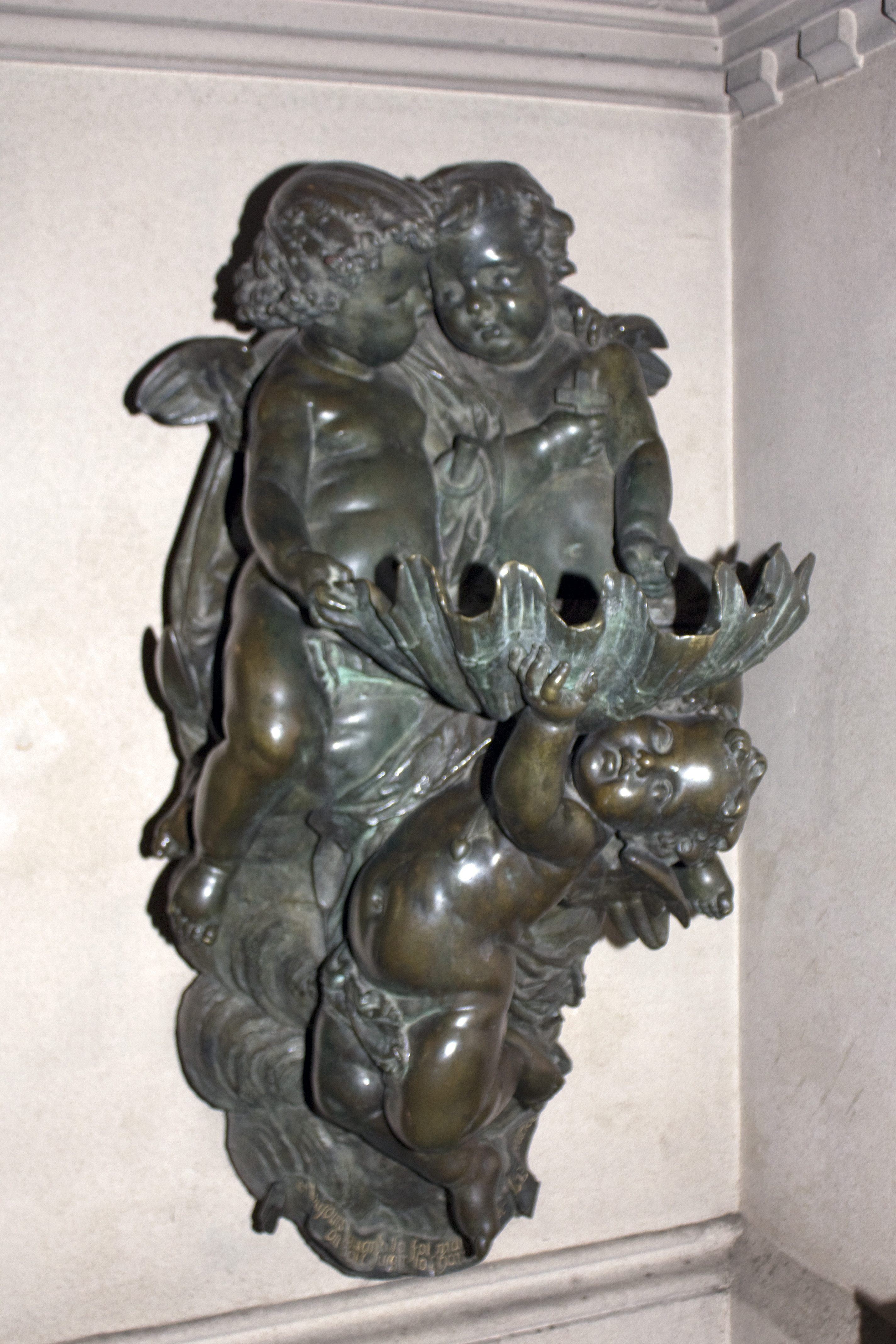
Weihwasserbecken aus Bronze (1857) in der Kirche St-Gratien

- Monuments historiques (Objekte) in Saint-Gratien in der Base Palissy des französischen Kultusministeriums